# Liste der Bodendenkmäler in Halsbach
Auf dieser Seite sind die Bodendenkmäler in der oberbayerischen Gemeinde Halsbach zusammengestellt. Diese Tabelle ist eine Teilliste der Liste der Bodendenkmäler in Bayern. Grundlage ist die Bayerische Denkmalliste, die auf Basis des Bayerischen Denkmalschutzgesetzes vom 1. Oktober 1973 erstmals erstellt wurde und seither durch das Bayerische Landesamt für Denkmalpflege geführt wird. Die folgenden Angaben ersetzen nicht die rechtsverbindliche Auskunft der Denkmalschutzbehörde.

## Bodendenkmäler in Halsbach
| Lage       | Objekt | Akten-Nr.     | Bild |
| ---------- | --- | ------------- | ---- |
| (Standort) | Körpergräber des frühen Mittelalters | D-1-7842-0048 |      |
| (Standort) | Untertägige mittelalterliche und frühneuzeitliche Befunde im Bereich der Kath. Pfarrkirche St. Martin in Halsbach und ihrer Vorgängerbauten.         | D-1-7842-0072 |      |
| (Standort) | Verebneter Grabhügel mit Bestattung der Hallstattzeit.                                                                                               | D-1-7842-0137 |      |
| (Standort) | Untertägige spätmittelalterliche und frühneuzeitliche Befunde im Bereich der ehem. Pfarrhofkapelle und Kath. Filialkirche St. Salvator in Schupfing. | D-1-7842-0156 |      |